# Luigi Incoronato
Luigi Incoronato (Montréal, 5 luglio 1920 – Napoli, 26 marzo 1967) è stato uno scrittore e saggista italiano.

## Biografia
Figlio di emigranti, arrivò in Italia all'età di dieci anni.
Studiò a Palermo, a Pisa alla Scuola Normale Superiore, per laurearsi infine in Lettere all'Università di Napoli discutendo una tesi sulle Operette morali di Leopardi.
Partecipò alla seconda guerra mondiale sul fronte francese e su quello greco-albanese rimanendo gravemente ferito. Combatté nella Resistenza come membro del Comitato di Liberazione Nazionale di Campobasso. Gli fu conferita la medaglia di bronzo.
Dopo la guerra si stabilì a Napoli dove continuò l'attività di insegnante e collaborò con le riviste Cronache Meridionali, Il Contemporaneo e con il quotidiano Paese Sera. 
Con Luigi Compagnone, Leone Pacini Savoj, Mario Pomilio, Michele Prisco, Domenico Rea e Gian Franco Venè fondò la rivista letteraria Le ragioni narrative. Fu militante del Partito comunista italiano.
Autore di numerosi racconti, la sua migliore espressione narrativa è costituita dal suo romanzo d'esordio "Scala a San Potito", nel quale a fare da sfondo e protagonista è una Napoli travolta dalla miseria e dalla guerra.
Morì suicida a Napoli nel 1967 all'età di 46 anni, qualche giorno prima della pubblicazione del suo ultimo racconto A che serve uno scrittore.
Dal 2007, in sua memoria, l'Istituto "D. Gravino" di Ururi (Campobasso) ha creato il Premio nazionale di narrativa in lingua italiana e arbëreshë “Luigi Incoronato”, riservato agli alunni delle classi V della scuola primaria e delle classi I – II – III della scuola secondaria di primo grado

## Opere

### Narrativa
- Scala a San Potito, Milano, Mondadori 1950 e Napoli, Tullio Pironti 1988
- Morunni, Milano, Mondadori 1952 e Isernia, Marinelli Editore 1988
- Il governatore, Milano, Mondadori 1960
- Compriamo bambini, Milano, Sugarco 1963 e Napoli, Roberto Nicolucci editore 2024
- Le pareti bianche, Milano, Mondadori 1968
- L'imprevisto e altri racconti, Napoli, 2006 (raccolta postuma di racconti pubblicati dal quotidiano Paese Sera)
- Scala a San Potito/Le pareti bianche, Napoli, Roberto Nicolucci editore 2022

### Saggi
- Ideologia e romanzo
- La poetica di Luigi Capuana
- I pericoli dell'alessandrinismo, 1961
- Letteratura subalterna e letteratura d'opposizione, 1962
- Sulla cultura di Napoli, 1963

## Riconoscimenti
- 1950: Secondo posto al Premio Hemingway con Scala a San Potito
- 1960: Premio Napoli con Il Governatore